# Виза (платне картице)
Виза (енгл. Visa Inc.; стилизовано као VISA) је америчка мултинационална корпорација за услуге платних картица са седиштем у Сан Франциску. Виза омогућава електронски трансфер средстава широм света, најчешће путем кредитних, дебитних и припејд картица.
Виза не издаје картице, не продужава кредит нити поставља стопе и накнаде за потрошаче. Уместо тога, Виза пружа финансијским институцијама производе са брендом "Виза" које оне затим користе да понуде кредитне, дебитне, припејд и програме приступа готовини својим клијентима. Године 2015. Нилсонов извештај (енгл. Nilson Report), публикација која прати индустрију кредитних картица, открила је да је глобална мрежа Виза Нет (енгл. VisaNet) обрадила 100 милијарди трансакција током 2014. са укупним обимом од 6,8 билиона америчких долара.
Виза је основана 1958. године од стране Бенк оф Америка као програм кредитних картица Бенк Америкард (енгл. BankAmericard), као одговор на конкурентски Мастер Чарџ (сада Мастеркард). Бенк оф Америка је 1966. почела да издаје лиценце за свој програм Бенк Америкард другим финансијским институцијама.  До 1970. године Бенк оф Америка је одустала од директне контроле над програмом Бенк Америкард, формиравши кооперативу са другим банкама издаваоцима Бенк Америкарда како би преузела управљање њиме. Бенк Америкард је преименована у "Виза" 1976. године.
Скоро све Виза трансакције широм света се обрађују преко Виза Нет компаније у једном од четири оперативна дата центра, који се налазе у Ешбурну (Вирџинија), Хајландс Ранчу (Колорадо), Лондону (Енглеска) и Сингапуру. Ови објекти су безбедни од природних катастрофа, криминала и тероризма; могу да раде независно једни од других и од спољних комуналних услуга ако је неопходно. У овим центрима може да се обради до 30.000 истовремених трансакција и до 100 милијарди прорачуна сваке секунде.  
Виза је друга највећа светска организација за плаћање картицама, било да су оне дебитне или кредитне картице. 2015. године примат је преузела кинеска Јунион Пеј (кин: 银联; пин: Yínlián) и то на основу годишње вредности трансакција које су плаћене картицама и укупног броја издатих картица. Међутим, пошто се величина Јунион Пеја заснива првенствено на величини његовог домаћег тржишта у Кини, Виза се и даље сматра доминантном компанијом за банковне картице у остатку света, где има 50% тржишног удела у укупним плаћањима картицама.

## Историја
18. септембра 1958. Бенк оф Америка је званично покренула свој програм кредитних картица Банк Америкард у Фресну (Калифорнија). У недељама које су претходиле лансирању Банк Америкарда, Бенк оф Америка је масовно слала 65.000 кредитних картица на разне адресе.  Банк Америкард је била замисао интерног труста мозгова Бенк оф Америка и њеног лидера Џозефа П. Вилијамса. Вилијамс је 1956. године убедио више руководство своје банке да му дозволи да настави са масовним слањем кредитних картица по насумичним адресама.
Вилијамсово пионирско достигнуће било је то што је довео до успешне имплементације кредитне картице за све намене. До средине 1950-их типични Американац средње класе је већ имао кредитне рачуне који немају фиксни број плаћања (енгл. revolving credit) код неколико различитих трговаца. Ово је било неефикасно и незгодно због потребе да се стално носи са собом по неколико картица и да се плаћа неколико одвојених рачуна сваког месеца. Потреба за јединственим финансијским инструментом већ је била очигледна америчкој индустрији финансијских услуга, али нико није могао да смисли како да то уради. Већ су постојале картице за плаћање као што је Дајнерс Клаб које су морале бити плаћене у потпуности на крају сваког циклуса наплате. До средине 1950-их било је најмање десетак покушаја да се направи кредитна картица за све намене. Међутим, ово су покушале да изведу мање банке које нису имале ресурсе да њихов производ доживи масовну примену. Вилијамс и његов тим су пажљиво проучавали ове неуспехе и веровали да могу да избегну понављање грешака тих банака; они су такође проучавали постојеће кредитне рачуне који немају фиксни број плаћања (енгл. revolving credit) у Сирсу (енгл. Sears) и Мобил Оил (енгл. Mobil Oil) да би сазнали зашто су ови били успешни. Са популацијом од 250.000 житеља град Фресно је представљао довољно велику базу да би кредитна картица функционисала, и довољно малу базу да би почетни трошкови покретања били контролисани. Поред тога, Бенк оф Америку је већ користило 45% становника Фресна. Према Вилијамсу, Флорсхајм Шуз (енгл. Florsheim Shoes) је био први велики малопродајни ланац који је пристао да прихвати Банк Америкард у својим продавницама.
Тест из 1958. је испрва прошао глатко, али се онда Бенк оф Америка успаничила када је потврдила гласине да ће једна друга банка покренути сопствени пројекат у Сан Франциску. До марта 1959. године, у Сан Франциску и Сакраменту Бенк оф Америка је започела промоцију својих кредитних картица. До јуна, Бенк оф Америка је делила картице у Лос Анђелесу. До октобра, цела држава Калифорнија је била засићена са преко 2 милиона кредитних картица и Банк Америкард је прихватило 20.000 трговаца. Међутим, програм је био прожет проблемима, пошто је Вилијамс превише веровао у доброту клијената банке, па је поднео оставку у децембру 1959. Двадесет два процента рачуна су били деликвентни, а не очекиваних 4 одсто. Полицијске службе широм државе су се суочиле са бројним инцидентима потпуно новог злочина: преваре са кредитним картицама. И политичари и новинари придружили су се општој галами против Бенк оф Америка и њене новонастале кредитне картице, посебно када је истакнуто да уговор са власницима картице обавезује клијенте да подмире све трошкове, чак и оне настале као резултат преваре. Бенк оф Америка је званично изгубила преко 8,8 милиона долара на лансирању Бенк Америкард картица. Када су сабрани сви трошкови оглашавања и режија, стварни губитак банке је вероватно био око 20 милиона долара.
Међутим, након што су Вилијамс и неки од његових најближих сарадника отишли, менаџмент Бенк оф Америка је схватио да се Бенк Америкард може спасити. Наметнули су одговарајуће финансијске контроле, отворено су се извинили милионима корисника широм Америке због преваре са кредитним картицама и других проблема које је њихова картица изазвала. До маја 1961. програм Бенк Америкард је по први пут постао профитабилан. У то време, Бенк оф Америка је намерно крила ове афирмативне податке у тајности. Чај је дозволила да се шире тада распрострањени негативни утисци, све са циљем обесхрабривања конкуренције да покрене програм властитих кредитних картица. Ова стратегија је функционисала до 1966. године, када је профитабилност Бенк Америкарда постала превелика да би се и даље крила од јавности.
Првобитни циљ Бенк оф Америка био је да понуди Бенк Америкард производ широм Калифорније. Ипак, 1966. почело је потписивање уговора о лиценцирању са групом банака изван Калифорније, као одговор на новог конкурента Мастер Чарџ (сада Мастеркард). Мастер Чарџ је био створен од стране савеза неколико регионалних асоцијација за банковне картице како би се такмичила са Бенк Америкард. Сама Бенк оф Америка (као и све друге америчке банке у то време) није могла да се шири директно у друге америчке савезе државе због регулаторних ограничења која нису укинута све до 1994. године. Током наредних 11 година, разне банке су добиле лиценцу на коришћење система картица од Бенк оф Америка, формирајући тако мрежу банака које подржавају систем Бенк Америкард широм Сједињених Држава. Масовно слање кредитних картица на насумичне адресе се наставило несметано захваљујући Бенк оф Америка и њеним лиценцама и конкурентима, све док ова пракса није стављена ван закона 1970. До тада, преко 100 милион кредитних картица је раздељено америчком становништву.
Током касних 1960-их, Бенк оф Америка је лиценцирала програм Бенк Америкард разним банкама у другим земљама, које су почеле да издају кредитне картице са локализованим називима брендова. На пример:
- У Канади је савез банака издавао кредитне картице под именом Чарџекс (енгл. Chargex) од 1968. до 1977. године.
- У Француској као Карт Блу (фр. Carte Bleue; у дословном преводу: Плава Карта).
- У Јапану је Сумитомо банка издала Бенк Америкард преко Сумитомо кредитне службе.
- У Великој Британији једини издавалац Бенк Америкард био је Баркли Кард (енгл. Barclaycard).[29]
- У Шпанији до 1979. једини издавалац била је банка из Билбаа (шп. Banco de Bilbao).

До 1972. године лиценце су издате у 15 земаља. Међународни корисници лиценци убрзо су наишли на низ проблема са својим програмима лиценцирања. Резултат реструктуирања из 1974. године била је нова Међународна компанија за банковне картице  Ибанко (IBANCO) која је управљала међународним програмом Бенк Америкард.
1976. године, директори Ибанка су утврдили да би спајање различитих међународних мрежа у јединствену мрежу са једним међународним именом било у најбољем интересу корпорације. Међутим, у многим земљама и даље је постојала велика невољност да се издају картице повезане са Бенк оф Америка. Из тог разлога су се 1976. године Бенк Америкард, Баркли Кард, Карт Блу, Чарџекс, Сумитомо и сви остали власници лиценци ујединили под новим именом „Виза“, које је задржало препознатљиву плаву, белу и златну боју. У Америци, компанија је званично променила име у Виза САД (енгл. Visa USA), а Ибанко је постао Виза Интернационал (енгл. Visa International).
Термин Виза осмислио је Ди Хок (енгл. Dee Hock) који је веровао да је та реч лако препознатљива на многим језицима и да може да буде универзално прихваћена.
16. децембра 1976. обзнањено је да ће Виза картице заменити Бенк Америкард картице које су планиране да истичу почев од 1. марта 1977. па све до краја октобра 1979. до када би се постепено укинуле широм света.

### Структура
Пре 3. октобра 2007. Виза се састојала од четири не-акционарске, одвојено регистроване компаније које су запошљавале 6.000 људи широм света: 
1. Visa International Service Association (Visa)
2. Visa USA Inc.
3. Visa Canada Association
4. Visa Europe Ltd.

Региони који још нису инкорпорирани су остали у оквиру Визе:
- Visa Latin America (LAC) - за регион Латинске Америке
- Visa Asia Pacific and Visa Central and Eastern Europe, Middle East and Africa (CEMEA) - за Азију, Океанију, Централну и Источну Европу, Блиски Исток и Африку.

### Излазак на берзу и реструктурирање
11. октобра 2006. Виза је објавила да ће нека од њених предузећа бити спојена и постати јавна компанија Виза Инкорпорејтед (енгл. Visa Inc.).   У оквиру реструктурирања поводом најављеног изласка на берзу, Виза Канада, Виза Интернационал и Виза САД су се спојиле у ново јавно предузеће. Виза је у Западној Европи постала посебна компанија, у власништву њених банака чланица која је такође планирана да има мањински удео у новоформираној Виза Инкорпорејтед. Укупно више од 35 инвестиционих банака је учествовало у реструктуирању у неколико својстава, пре свега као гаранти.
Виза је 3. октобра 2007. завршила своје корпоративно реструктурирање формирањем Виза Инкорпорејтед. Нова компанија је била први корак ка Визином изласку на берзу. Други корак је уследио 9. новембра 2007. када је новоформирана Виза Инкорпорејтед поднела 10 милијарде долара Комисији за хартије од вредности и берзе САД (енгл. U.S. Securities and Exchange Commission - SEC).  Виза је 25. фебруара 2008. најавила да ће изаћи на берзу са половином својих акција. Излазак на берзу се десио 18. марта 2008. године. Виза је продала 406 милиона својих акција по цени од 44 долара по акцији, што је прикупило 17,9 милијарди долара у тада највећој иницијалној јавној понуди у историји САД. Главни наручиоци првобитних акција Визе на берзи били су:
- Џеј Пи Морган (енгл. JP Morgan)
- Голдман Сакс (енгл. Goldman Sachs & Co.)
- Бенк оф Америка Секјуритиз
- Сити банка (енгл. Citi)
- ХСБС
- Мерил Линч (енгл. Merrill Lynch & Co.)
- УБС Инвестмент Бенк (енгл. UBS Investment Bank)
- Ваковија Секјуритиз

Ови првобитни купци су 20. марта 2008. купили додатних 40.6 милиона акција, чиме је укупан број Визиних акција скочио на 446,6 милиона, уз укупан приход од 19,1 милијарде долара. Виза се сада тргује под ознаком "V" на берзи у Њујорку.

### Виза у Европи
Виза Европа (енгл. Visa Europe Ltd.) броји преко 3.700 европских банака и других провајдера платних услуга који управљају производима и услугама бренда "Виза" у Европи. Виза Европа је потпуно одвојена компанија од Виза Инкорпорејтед. Своју независност од Виза Интернационал Сервис Асосиејшн (енгл. Visa International Service Association) стекла је у октобру 2007. када је Виза Инкорпорејтед постала јавно тргована компанија на њујоршкој берзи. Виза Инкорпорејтед објавила је план за куповину Виза Европе 2. новембра 2015. са циљем стварања једне јединствене глобалне компаније. Након одговора на амандмане Европске комисије аквизиција Виза Европе је закључена 21. јуна 2016.

### Дигиталне валуте
Виза је 3. фебруара 2021. објавила партнерство са Фрст Булевар (енгл. First Boulevard; у дословном преводу: Први Булевар) банком која промовише криптовалуте и која је рекламирана као средство за богаћење Афроамериканаца. Партнерство би требало да омогући корисницима да купују, продају, држе и тргују дигиталном имовином преко Енкориџ Диџитал (енгл. Anchorage Digital) банке криптовалута. 
Виза је 29. марта 2021. објавила прихватање стабилне криптовалуте УСДЦ за трансакције не својој мрежи.

## Статистика пословања
| Регион  | Продаја у милијардама долара | Удео  |
| ------- | ---------------------------- | ----- |
| Америка | 14.1                         | 43,3% |
| Свет    | 18.5                         | 56,7% |

За фискалну 2022. годину, Виза је пријавила зараду од 14,96 милијарди долара, уз годишњи приход од 29,31 милијарди долара, што је повећање од 21,6% у односу на претходни фискални циклус. Од 2022. године, компанија је заузимала 147. место на листи Форчун 500 (енгл. Fortune 500) највећих америчких корпорација по приходу. Акције компаније Виза трговале су се по цени од преко 143 долара по акцији, а њена тржишна капитализација је процењена на преко 280,2 милијарде долара у септембру 2018.
| Година | Бруто приход у милионима долара | Нето приход у милионим а долара | Број запослених |
| ------ | ------------------------------- | ------------------------------- | --------------- |
| 2005   | 2,665                           | 360                             |                 |
| 2006   | 2,948                           | 455                             |                 |
| 2007   | 3,590                           | −1,076                          | 5,479           |
| 2008   | 6,263                           | 804                             | 5,765           |
| 2009   | 6,911                           | 2,353                           | 5,700           |
| 2010   | 8,065                           | 2,966                           | 6,800           |
| 2011   | 9,188                           | 3,650                           | 7,500           |
| 2012   | 10,421                          | 2,144                           | 8,500           |
| 2013   | 11,778                          | 4,980                           | 9,600           |
| 2014   | 12,702                          | 5,438                           | 9,500           |
| 2015   | 13,880                          | 6,328                           | 11,300          |
| 2016   | 15,082                          | 5,991                           | 11,300          |
| 2017   | 18,358                          | 6,699                           | 12,400          |
| 2018   | 20,609                          | 10,301                          | 15,000          |
| 2019   | 22,977                          | 12,080                          | 19,500          |
| 2020   | 21,846                          | 10,866                          | 20,500          |
| 2021   | 24,105                          | 12,311                          | 21,500          |
| 2022   | 29,310                          | 14,957                          | 26,500          |
| 2023   | 32,653                          | 17,273                          | 28,800          |

## Критике и контроверзе

### Викиликс
Виза Европа је почела да обуставља исплате Викиликсу 7. децембра 2010. Компанија је саопштила да чека истрагу о "природи пословања Викиликса и да ли је у супротности са оперативним правилима Визе". Заузврат Дејта Сел (енгл. DataCell), ИТ компанија која је омогућавала Викиликсу да прихвата донације уплаћене кредитним и дебитним картицама, најавила је да ће предузети правни поступак против Виза Европе. Група Анонимус је 8. децембра извршила ДоС напад на сајт visa.com.  Норвешка компанија за финансијску ревизију Телер АС (енгл. Teller AS), није нашла никакве доказе о неправилностима у пословању Викиликса и његовог органа за прикупљање донација Саншајн Пресу (енгл. Sunshine Press). Независни сајт Салон је у јануару 2011. објавио да ће Виза Европа „наставити да блокира донације док не заврши сопствену истрагу”.
Високи комесар Уједињених нација за људска права Нави Пилај (енгл. Navi Pillay; там. நவநீதம் பிள்ளை) изјавила је да повлачењем својих услуга Виза вероватно „крши право Викиликса на слободу изражавања“.
У јулу 2012. Окружни суд у Рејкјавику на Исланду одлучио је да Валитор (исландски партнер Визе и Мастеркарда) крши закон када је спречио уплату донација Викиликсу преко кредитних картица. Одлучено је да се донације проследе Викиликсу у року од 14 дана или да Валитор бити кажњен новчаном казном у износу од 6.000 америчких долара за сваки дан одуговлачења.
У децембру 2010. Виза се нагодила са Европском унијом у једној анти-монополској истрази, обећавајући смањење плаћања дебитном картицом на 0,2 одсто куповине. Високи званичник Европске централне банке позвао је на разбијање дуопола Виза/Мастеркард стварањем нове европске дебитне картице за коришћење у Јединственој зони плаћања у еврима (СЕПА). Након што је Виза блокирала плаћања Викиликсу, чланови Европског парламента изразили су забринутост да би плаћања европских грађана европским корпорацијама очигледно могла да буду блокирана од стране САД, и позвали на даље смањење доминације Визе и Мастеркарда у европском платном систему.

### Високе накнаде у Пољској
Визина накнада за трансакције од 1,5–1,6% у Пољској покренула је дискусију о потреби за повећаном владином регулативом око ове теме. Високе накнаде подстакле су трговце да креирају нове системе плаћања, који избегавају коришћење Визе као посредника. На пример, неке банке су креирале своје мобилне апликације, власничке системе плаћања су креирале франшизе, а системи јавног превоза су креирали своје системе за продају карата.

### Сукоб са Волмартом због високих накнада
У јуну 2016. Вол Стрит Журнал објавио је да је Волмарт запретио да ће престати да прихвата Виза картице у Канади. Виза се успротивила рекавши да потрошаче не треба увлачити у спор између компанија. У јануару 2017. Волмарт Канада и Виза постигли су договор о наставку сарадње.

### Спор са Крогером око високих накнада за кредитне картице
У марту 2019, велики амерички трговачки ланац Крогер најавио је да ће, због превисоких накнада, део њихових радњи престати да прихвата Виза кредитне картице од 3. априла 2019. Крогерове продавнице у Калифорнији престале су да прихватају Виза картице у августу 2018. Мајк Шлотман (енгл. Mike Schlotman), извршни потпредседник/главни финансијски директор Крогера, рекао је да је Виза „злоупотребљавала свој положај и наплаћивала продавцима прекомерне накнаде већ дуже време“. Као одговор, Виза је издала саопштење у којем се наводи да је „неправедно и разочаравајуће што Крогер ставља купце у средиште пословног спора“. Од 31. октобра 2019. Крогер је решио спор са Визом и од тада прихвата Виза картице као средство плаћања.

### Инструмент санкција против Русије
Након руске акције у Украјини, Виза је у марту 2022. објавила да ће обуставити све пословне операције у Русији.

## Седиште корпорације
Виза је имала седиште у Сан Франциску до 1985. године, када се преселила у Сан Матео. Око 1993. године Виза је почела да консолидује раштркане канцеларије по Сан Матеу на локацију у оближњем Фостер Ситију.
Виза је 2009. преселила своје корпоративно седиште назад у Сан Франциско када је закупила горња три спрата пословне зграде у улици Маркет 595, иако је већина њених запослених остала у Фостер Ситију. Виза је 2012. одлучила да консолидује своје седиште у Фостер Ситију где је било запослено 3.100 од 7.700 људи укупно запослених у Визи. Виза данас поседује четири зграде на раскрсници Булевара Метро центар и Винтиџ Парк Драјв (енгл. Vintage Park Drive).
У децембру 2012. Виза Инкорпорејтед је потврдила да ће изградити глобални центар информационих технологија на аутопуту број 183 у Остину (Тексас). Виза је до 2019. закупила простор у четири зграде у близини Остина и запослила скоро 2.000 људи.
Виза је 6. новембра 2019. објавила планове да врати своје седиште у Сан Франциско до 2024. по завршетку нове „зграде од 13 спратова и 28.000 квадратних метара“. Виза је такође најавила да ће редизајнирати свој садашњи комплекс са четири зграде у Фостер Ситију на преко 53.000 квадратних метара, за канцеларије за 3.000 запослених. Постојећи комплекс има преко 90.000 квадратних метара простора, али Виза је одбила да објасни како ће располагати са скоро 37.000 квадратних метара вишка простора.

### Власништво
Виза је углавном у власништву институционалних инвеститора, који поседују преко 95% акција. Највећи акционари у децембру 2023. били су:
- Група Вангард (енгл. The Vanguard Group) = 8,94% власништва акција
- Блек Рок (енгл. BlackRock) = 7,99% власништва акција
- Корпорација Стејт Стрит (енгл. State Street Corporation) = 4,64% власништва акција
- Фиделити Инвестментс (енгл. Fidelity Investments) = 3,26% власништва акција
- Морган Стенли (енгл. Morgan Stanley) = 3,26% власништва акција
- Ти Роу Прајс (енгл. T. Rowe Price) = 2,85% власништва акција
- Гиод Капитал Менаџмент (енгл. Geode Capital Management) = 2,15% власништва акција
- Бенк оф Америка (енгл. Bank of America) = 1,53% власништва акција
- Алајанс Бернстин (енгл. AllianceBernstein) = 1,46% власништва акција
- Међународни инвеститори капитала (енгл. Capital International Investors) = 1,45% власништва акција

## Пословање са клијентима
Виза нуди следеће врсте картица:
- Дебитне картице (плаћање са текућег или штедног рачуна)
- Кредитне картице (плаћање месечно са или без камате у зависности од тога да ли клијент плаћа на време)
- Припејд картице (плаћање са готовинског рачуна без права коришћења чекова)

Виза управља мрежом аутоматизованих банкомата и Интерлинк ЕФТПОС мрежом продајних места (енгл. Interlink EFTPOS point-of-sale), које олакшавају „дебитни“ протокол који се користи са дебитним картицама и припејд картицама. Они такође пружају комерцијална решења за плаћање за мала предузећа, средње и велике корпорације и владе.
Виза се удружила са Еплом у септембру 2014. како би укључила у примену мобилног новчаника у Еплове нове Ајфон моделе, омогућавајући корисницима да лакше користе своје Виза и друге кредитне/дебитне картице.

#### Обавеза идентификовања клијената
Виза дозвољава трговцима да од купаца затраже личну карту са фотографијом, иако правилник трговаца наводи да се ова пракса не препоручује. Све док је Виза картица потписана, трговац не може одбити трансакцију ако власник картице одбија да покаже идентификациони документ са фотографијом.

#### Обавеза потиписивања картице
Виза је 12. јануара 2018. дала изјаву да ће захтев за потпис остати само као опција за све трговце са ЕМВ контактом (убацивање картице у уређај који очитава чип са картице) или бесконтактним чиповима у Северној Америци почев од априла 2018. Сматра се да потписи више нису неопходни за борбу против преваре и да су могућности преваре узнапредовале омогућавајући елиминисање потребе за потписивањем што доводи до бржег плаћања картицом у продавници. Виза је била последња од највећих издавалаца кредитних картица која је ублажила захтеве за потписом. Први који је елиминисао потребу за потписом био је Мастеркард, потом су следили Дисковер и Американ Експрес.

#### Додатне сигурносне опције
Одређене сигурносне компликације укључују изузеци за непотписане куповине телефоном или на Интернету, као и додатни сигурносни систем под називом „3-D Secure“ за куповине на Интернету.
У септембру 2014. Виза Инкорпорејтед је омогућила да се на пластичним картицама не прикаже број рачуна власника већ токен – дигитална верзија броја рачуна.
Дод–Франков закон (енгл. Dodd–Frank Act) дозвољава америчким трговцима да поставе минимални износ куповине за трансакције кредитном картицом. Овај износ не сме да буде виши од 10 долара.  

### Бесконтактна Виза картица
У септембру 2007. Виза је представила Виза Пеј Вејв (енгл. Visa payWave) функцију технологије бесконтактног плаћања која омогућава власницима картица да машу својом картицом испред терминала за бесконтактно плаћање без потребе да физички превлаче или убацују картицу у уређај на продајном месту. Ово је слично Мастеркард бесконтактној услузи и Екпрес Пеј систему који је развио Американ Експрес (енгл. American Express ExpressPay), при чему оба користе РФИД технологију, која је означена симболом на слици десно. 
У Европи, Виза је увела В-Пеј (енгл. V Pay) картицу, која је дебитна картица само са чипом и ПИН-ом.

### мВиза
мВиза (mVisa) је апликација за мобилно плаћање која омогућава плаћање путем паметних телефона помоћу Кју-ар кода. Овај метод плаћања је први пут представљен у Индији 2015. године. Касније је проширен на бројне друге земље југоисточне Азије и Африке. 

## Заштитни знак и дизајн

### Лого дизајн
Плаво и златно у логотипу Визе изабрано је да представља плаво небо и златна брда Калифорније, где је основана Бенк оф Америка.

### Дизајн картице
Године 1983. већина нових Виза картица широм света имала је холограм голуба на својој предњој стани. Ово је имплементирано као безбедносна карактеристика – прави холограми би изгледали тродимензионално и слика би се мењала како се картица окреће. У исто време, Виза логотип, који је претходно покривао целу предњу страну картице, смањен је и смештен у десну стране картице која има холограм. Сличне промене су спроведене и на Мастеркард картицама. Данас се картице могу ко-брендирати са препознатљивим облежјима разних тргоачких ланаца, авио-компанија, апликација, итд., да би се пласирале на тржиште као „наградне картице“.
На старијим Виза картицама, држање предње стране картице под ултраљубичастим светлом би открило силуету голуба као вид додатне безбедносне мере. 
Почевши од 2005. године Виза стандард је промењен како би се омогућило постављање холограма на полеђину картице или замена холографском магнетном траком („HoloMag“). Показало се да је HoloMag картица повремено изазивала сметње код читача картица, тако да је Виза на крају повукла дизајн HoloMag картица и вратила се на традиционалне магнетне траке.